# Paseka (Olomouc)
Paseka é uma comuna checa localizada na região de Olomouc, distrito de Olomouc.